# Американо-бутанские отношения
Американо-бутанские отношения — двусторонние дипломатические отношения между США и Бутаном не устанавливались.

## История
Бутан стал членом Организации Объединённых Наций в 1971 году. Бутан не имеет дипломатических отношений ни с одним из постоянных членов Совета Безопасности ООН, в том числе и с Соединёнными Штатами. У США нет значительных экономических отношений с этой страной. Косвенные контакты поддерживаются через Посольство Бутана в Индии и Миссию Бутана в Организации Объединённых Наций в Нью-Йорке.
Бутан участвует в региональной программе Южной Азии, которая финансируется Агентством США по международному развитию (USAID). Эта программа помогает странам развивать свою энергетическую инфраструктуру. Посольство США в Нью-Дели имеет консульские обязанности по Бутану, также граждане США могут запросить помощь у посольств США в Катманду (Непал) или Дакке (Бангладеш).